# Джёрджев, Никола
Никола Джёрджев (макед. Никола Ѓорѓев; нем. Nikola Gjorgjev; род. 22 августа 1997, Цюрих) — северомакедонский и швейцарский футболист, полузащитник клуба «Арау» и сборной Северной Македонии.

## Клубная карьера
Воспитанник «Грассхоппера». С 2015 года стал привлекаться к тренировкам в основном составе. 14 марта 2015 года дебютировал в швейцарской Суперлиге в поединке против «Туна», заменив на 77-й минуте Йорика Раве. С сезона 2015/16 стал чаще выпускаться на поле, но в основном на замену, проведя в чемпионате 12 встреч и забив 1 мяч.
В сезоне 2017/18 играл на правах аренды за аутсайдера чемпионата Нидерландов «Твенте» и клуб второго дивизиона Швейцарии «Арау». В сезоне 2019/20, после вылета «Грассхоппера» во второй дивизион, стал игроком стартового состава команды.

## Карьера в сборной
Несмотря на то, что Никола вызывался и принимал участие в матчах юношеских сборных Швейцарии, получив предложение, он выбрал сборную Македонии. 29 мая 2016 года он дебютировал за основную сборную этой страны в товарищеском поединке против сборной Азербайджана, в котором они победили со счётом 3:1. Всего в 2016-2017 годах сыграл 5 матчей за взрослую сборную, после чего на поле не выходил, хотя по состоянию на ноябрь 2019 года продолжает вызываться в состав команды.